# Jökulhlaup

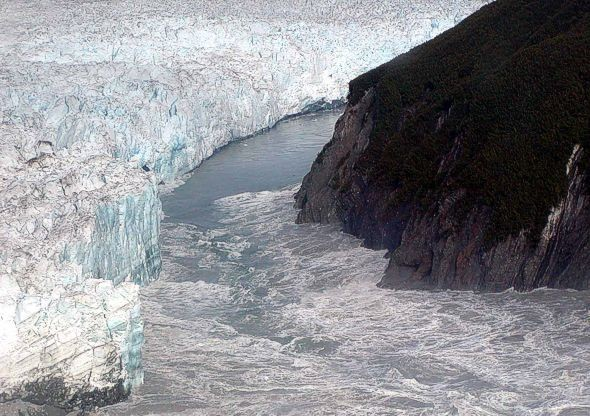
Jökulhlaup s maximálním průtokem 55 000 m³/s, ke kterému došlo na Aljašce u Hubbardova ledovce (srpen 2002)

Jökulhlaup je masivní povodeň, způsobená náhlým únikem obrovského množství tavné vody z ledovce. Kulminační průtok některých z nich může přesahovat průtok těch nejvodnatějších veletoků na Zemi, včetně řeky Amazonky.

## Etymologie

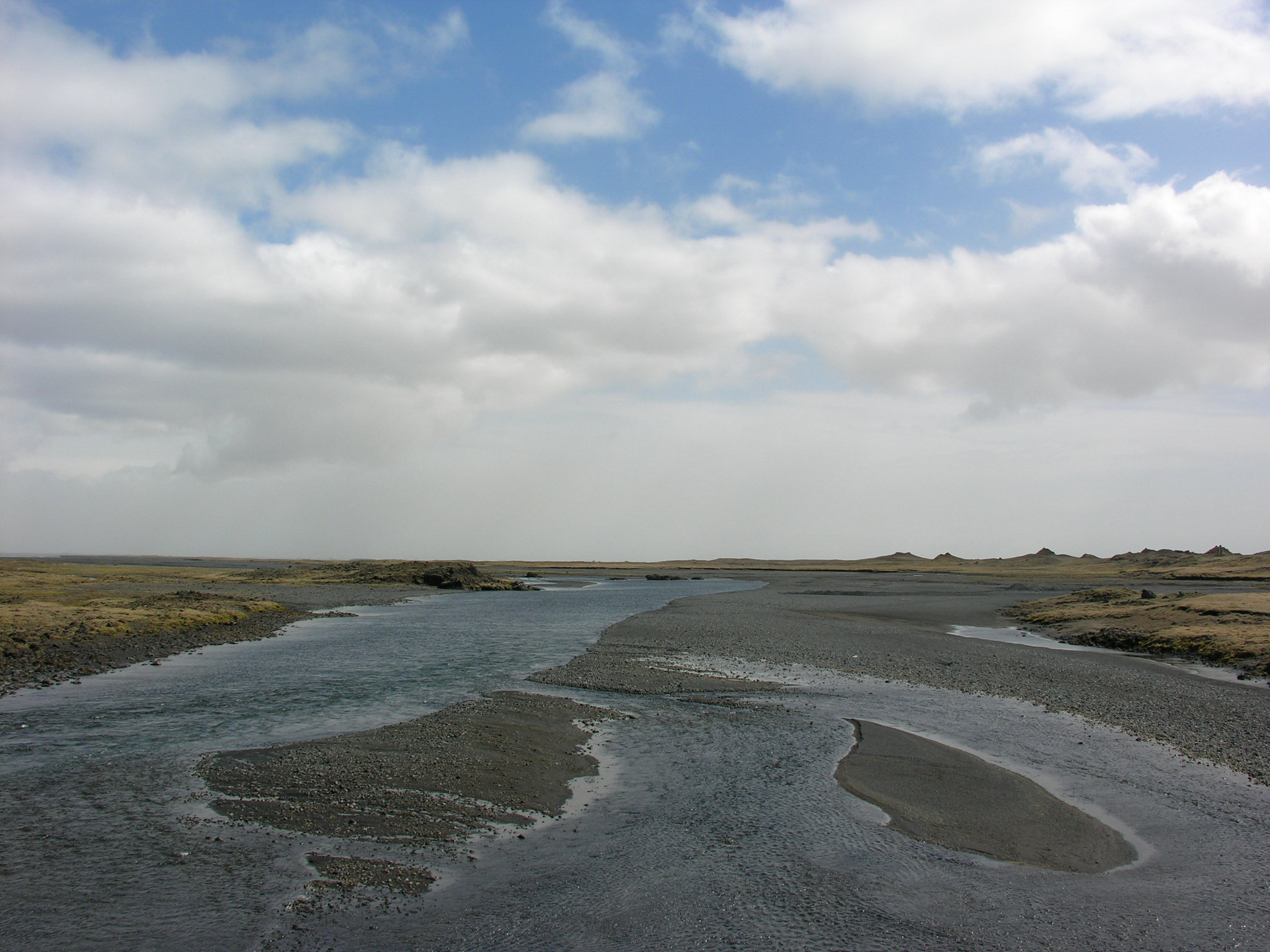
Jedna z vícero rovinných plání na Islandu, kudy se lidé v minulosti obávali cestovat (řeka Skálm)

Slovo Jökulhlaup pochází z islandštiny a vzniklo spojením dvou slov Jökul (v překladu ledovec) a hlaup (v překladu povodeň nebo tok). Původně se takto označovaly výrony vody z islandských ledovců během erupcí vulkánů, které v jižní části ostrova způsobovaly rozsáhlé záplavy na tamějších rovinných plání. Termín se později v mnoha jazycích uchytil v glaciologické a vulkanologické terminologii.

## Vznik

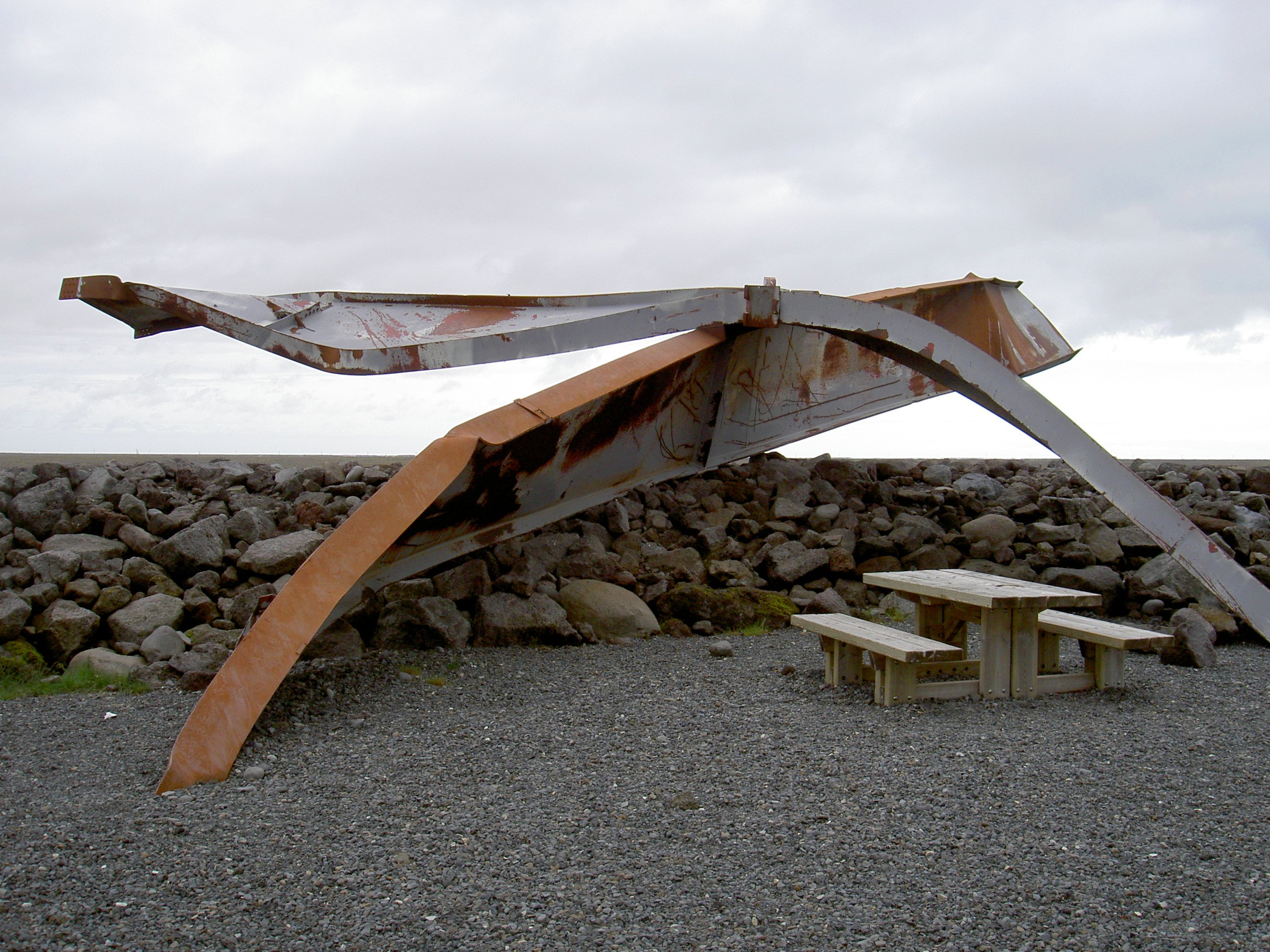
Zkroucená ocelová konstrukce mostu Skaftafell

### Vulkanický původ
Jökulhlaupy jsou schopné vytvořit subglaciální sopky, pokryté rozsáhlým ledovcem nebo ledovým příkrovem. Teplo, uvolněné při sopečné erupci je schopné roztavit značné množství ledu. Tavná voda se často hromadí na místě v důsledku blokace samotným ledovcem nebo okolním terénem. Stoupající hladina klade stále větší sílu a tlak na překážku. Jakmile je překročena její pevnost, nebo nastane přetečení a následné erozi přírodní hráze, dojde k jejímu protržení. Jökulhlaup mnohdy unáší bloky ledu s hmotností stovek tun a mají značné erozní účinky. Kulminační průtok činí tisíce či desetitisíce m³/s. Během erupce islandského vulkánu Katla v roce 1755 se průtok pohyboval mezi 200 až 400 tisíci m³. Pro porovnání: kulminace Vltavy v Praze při povodních v roce 2002 nastala při hodnotě 5 300 m³/s a průměrný průtok řeky Amazonky činí zhruba 219 tisíc m³/s.

### Nevulkanický původ
Jökulhlaupy vznikají i bez účasti sopečné činnosti. Jak ledovce ve své spodní části postupně odtávají, tak tavná voda se může na místě shromažďovat, jelikož jí masa ledovce či okolní terén brání v odtoku. Další možností je přehrazení údolí vytlačenými glaciálními sedimenty, v důsledku rychlejšího postupu čela ledovce během jarního tání. Taková událost se stala na Aljašce u Hubbartova ledovce v roce 2002. Rychlý pohyb ledovce, zablokoval v červnu téhož roku Russellův fjord, do něhož ústil. Vzniklé jezero v průběhu 5 týdnů vystoupalo o 15 m až nakonec 14. srpna přeteklo přes morénu. V průběhu 30 hodin odtekly 3 miliardy m³ vody, přičemž maximální průtok činil 55 000 m³/s.